# Phalanger (PHP-kompilator)
Phalanger är ett mjukvaruprojekt startat vid Charles University i Prag. Det har som mål att utveckla en PHP-kompilator för .NET Framework. Utvecklingen stöds av Microsoft.
Phalanger gör det möjligt för redan existerande PHP-skript att köras på Microsofts utvecklingsplattform utan att skrivas om. Därmed kan de använda funktioner som har skrivits i till exempel C# och VB.NET.
Kompilatorn konverterar existerande PHP-kod till CIL (intermediär kod) som sedan kan köras av bl.a. CLR och Mono Runtime.
Phalanger kan användas i ASP.NET och i Silverlight.